# 但願不只是朋友
《但願不只是朋友》是香港歌手黎明的粵語錄音室專輯，全碟由陳永明監製，專輯於1992年6月3日由唱片公司寶麗金發行，獲得四白金銷量（二十萬張以上），其後於2017年以黑膠唱片形式重新發行。

## 製作概念
《但願不只是朋友》是黎明最後一張於雅旺錄音室錄音的完整專輯，之後他改用位於嘉利大廈的Dragon Studios錄音，直至嘉利大廈火災後，雷頌德才安排他回歸雅旺錄音室。這張專輯收錄了10首歌曲，主打歌曲之一的〈我來自北京〉是一首快歌，由劉卓輝填詞，他在接受訪談時表示，此歌曲是1992年的作品，當時的社會很有六四事件情結，再加上一部名為《他來自江湖》的電視劇集，使他產生了為歌曲命名的概念，由於黎明是在北京出生然後移居到香港，因此將歌曲命名為〈我來自北京〉，「我」是指黎明本人，填詞人劉卓輝通過歌詞投射出一些無內指性的情感，黎明在音樂短片中演繹的舞步由林青峰編排，以配合歌曲的強勁節奏。歌手許冠傑於1992年宣佈退出樂壇，當時兩大唱片公司分別推出了致敬大碟，重新演繹歌曲〈天才白癡往日情〉，當中寶麗金推出的為超低音版本，由黎明主唱。

## 曲目列表
| CD       | CD                      | CD            | CD          | CD       | CD                                                              | CD    |
| 曲序     | 曲目                    |               | 作曲        | 编曲     | 备注                                                            | 时长  |
| -------- | ----------------------- | ------------- | ----------- | -------- | --------------------------------------------------------------- | ----- |
| 1.       | 我會像你一樣傻          | 向雪懷        | 国安修二    | 鮑比達   | 原曲為国安修二的〈針のない時計〉 〈等待能有一天被愛〉粵語版     | 4:00  |
| 2.       | 我來自北京              | 劉卓輝        | 司徒松      | 陳澤忠   | 《我來自北京》粵語版 原曲為伊能靜的〈怪盜亞森羅蘋〉             | 4:09  |
| 3.       | 但願不只是朋友          | 林振強        | 鈴木喜三郎  | 袁卓繁   | 原曲為円広志的〈雪の降る人〉                                    | 4:13  |
| 4.       | 我的灰姑娘              | 劉卓輝        | Per Gessle  | 蘇德華   | 原曲為Roxette的〈Joyride〉                                      | 4:11  |
| 5.       | 你是否天使              | 陳少琪        | 薛忠銘      | 唐奕聰   | 〈我等不到你〉粵語版                                            | 4:20  |
| 6.       | 情歸落泊                | 劉卓輝        | Marc Almond | 鮑比達   | 原曲為Marc Almond的〈A Lover Spurned〉 電影《明月照尖東》主題曲 | 4:52  |
| 7.       | 對得起自己              | 向雪懷        | 国安修二    | 鮑比達   | 原曲為国安修二的〈ねぇ〉                                        | 4:08  |
| 8.       | 天才白癡往日情          | 許冠傑 薛志雄 | 許冠傑      | 蘇德華   | 原唱者為許冠傑                                                  | 4:19  |
| 9.       | 夢工場                  | 簡寧          | 陳永明      | 蘇德華   |                                                                 | 4:30  |
| 10.      | 因你在此（給黎明Fun舍） | 小美          | 天濛光      | 唐奕聰   | 〈明白我的愛〉粵語版                                            | 4:29  |
| 总时长： | 总时长：                | 总时长：      | 总时长：    | 总时长： | 总时长：                                                        | 43:11 |

## 幕後製作人員
以下是《但願不只是朋友》專輯的幕後製作人員名單：
- 鍵琴：Chris Babida（曲目1,6,7）、陳澤忠（曲目2）、袁卓繁（曲目3）、蘇德華（曲目4）、唐奕聰（曲目5,10）、丁志光（曲目8）
- 結他：蘇德華（曲目1,2,4,6－9）、Jim T. Knettle（曲目3）、鄧建明（曲目5,10）
- 低音結他：Rudy Balbuena（曲目1,7）、Stephen Andrew Hogg（曲目3）、林志宏（曲目4,8）
- 鼓：陳偉強（曲目8）
- 弦樂：熊宏亮弦樂團（曲目3）
- 喇叭：Romeo（曲目6）
- 色士風：Phil（曲目3,5,7）
- 電子樂器：陳澤忠（曲目2）、袁卓繁（曲目3）、蘇德華（曲目4,9）、唐奕聰（曲目5,10）
- 音色伴奏：董繼剛（曲目1,6,7）
- 旁白：陳美鳳（曲目6）[11]
- 和音：張偉文（曲目1,2,6,7,9）、曹潔敏（曲目1,4,7,9）、譚錫禧（曲目1,2,6,7,9）、李小梅（曲目1－3,5,10）、雷有曜（曲目2－5,10）、雷有輝（曲目2－5,10）、周小君（曲目2,3,6）、陳美鳳（曲目2,4－7,9,10）、蘇德華（曲目4）
- 美術指導：Joel Chu
- 母帶處理：Clement
- 攝影：Sam Wong
- 監製：陳永明
- 經理人公司：百事活娛樂事業有限公司

## 評論摘要

### 歌手評論
歌手黎明曾經發表自己對十首作品的看法，他表示疼愛每一個支持他的歌迷，不希望歌迷為他而幹出傻事，〈我會像你一樣傻〉的歌詞透過一個傷感的愛情故事，表白黎明對少部份不理智的歌迷的心聲。黎明認為公眾對他的印象是較擅長演繹慢板歌，快歌是較弱的一環，他認為既然知道自己的不足便要彌補，因此在演繹〈我來自北京〉方面特別花心機，跟舞蹈老師學舞以配合歌曲的強勁節奏，且認為無論公眾是否接受他的改變，肯努力求創新是對的，而〈但願不只是朋友〉的旋律容易令人接受，歌詞易於上口，林振強以簡潔俐落的歌詞描繪出一對徘徊在朋友和戀人邊緣的男女的心情。〈我的灰姑娘〉的曲風採用搖滾節奏，是黎明的一個新嘗試，填詞人劉卓輝描寫男主角愛上一個不能夜歸的女孩，為一個現實中的童話故事；〈你是否天使〉由黎明的國語專輯監製薛忠銘創作，並先行推出粵語版，歌曲中的「天使」是指一個行蹤飄忽、心事難測的女孩子。〈情歸落泊〉的氣氛予人低落感覺，情節跟電影《明月照尖東》脗合，因此用作該片的主題曲，黎明表示這首歌的音域牽涉很廣，演繹甚具難度，他在錄音時唱得咬牙切齒、七情上面；〈對得起自己〉由向雪懷填詞，將黎明的感受寫於歌詞裡，歌詞宣洩了個人內心的不滿，表達出旁人的冷眼與中傷是不足以打擊自己，因自己問心無愧，對得起自己，故不會再理會他人對自己的不公平看法。黎明對自己重新演繹〈天才白癡往日情〉感到滿意，蘇德華的編曲使歌曲生色不少，由於很喜歡這首作品，因此將歌曲收錄於專輯中，向原作者許冠傑致敬。〈夢工場〉是為黎明當時即將舉行的演唱會創作的快歌，的旋律和節奏適合在演唱會中演唱，若配合燈光的變化，更具視聽之娛。〈因你在此〉是黎明創作給他的歌迷會「黎明Fun舍」及所有歌迷的一份音樂禮物，小美創作的歌詞表達出黎明內心對歌迷的感激，黎明相信自己能夠藉着這首歌，與他的歌迷會有一份心靈上的接觸。

### 各界評論
評論表示1990年代香港流行樂壇盛行以專輯形式發行音樂作品，一張專輯有10首歌曲，有很大空間給歌手嘗試演繹一些另類歌曲，這張專輯的音樂格調較以往有所提高，曲風較之前成熟，收錄於專輯內的慢歌製作得更精細，〈但願不只是朋友〉、〈我會像你一樣傻〉、〈情歸落泊〉都帶給聽眾新鮮感，〈情歸落泊〉的旋律和風格跟黎明慣常演繹的情歌有所不同，而〈但願不只是朋友〉和〈我會像你一樣傻〉都是耐聽的歌曲，〈我會像你一樣傻〉是一首緩慢的抒情歌曲，編曲輕柔煽情，中段過門一段低音獨奏也有心思，歌詞內容有點老土，但經由黎明演繹也變成一首有效的情歌。有論者分析指黎明的歌曲是有一步一步的鋪排，由早前推出的〈如果這是情〉、〈夜夜夢中見〉到〈今夜你會不會來〉，處心積累地取得聽眾芳心，而〈但願不只是朋友〉更加是得寸進尺，歌曲起始的色士風聲音醉人，帶點催情，歌詞講述男女雙方約會到夜深，男主角不願離開，且直接問對方「能否進一步」，而一首歌曲能夠呈現出甚麼樣的感覺，除了作曲、填詞、編曲、主唱這些元素，歌手的外型、台風、形象也相當關鍵，黎明以斯文得體的形象演繹〈但願不只是朋友〉，不會流露迫不及待的感覺，此外，有研究指副歌的第一句歌詞以國語唱出「來 來 來 來 來」，將國語歌詞融入粵語歌曲中，反映出當時香港的流行樂壇受到台灣的國語歌曲影響。

## 流行榜成績
以下是《但願不只是朋友》的派台歌曲名單，以及其歌曲在香港三大電子媒體音樂流行榜的最高位置。
| 派台歌曲／流行榜   | 903專業推介 | 中文歌曲龍虎榜 | 勁歌金榜 | 參考   |
| ------------------ | ----------- | -------------- | -------- | ------ |
| 〈天才白癡往日情〉 | 未能上榜    | 未能上榜       | 第4位    |        |
| 〈我來自北京〉     | 冠軍        | 冠軍           | 冠軍     | [ 17 ] |
| 〈但願不只是朋友〉 | 冠軍        | 冠軍           | 冠軍     | [ 17 ] |
| 〈我會像你一樣傻〉 | 第14位      | 第5位          | 冠軍     |        |

## 獎項
以下是收錄於《但願不只是朋友》專輯的歌曲獲頒發的獎項：
- 電視廣播有限公司1992年度勁歌金曲季選——第二季得獎歌曲〈我來自北京〉、〈但願不只是朋友〉[18][19]
- 電視廣播有限公司1992年度勁歌金曲季選——第三季得獎歌曲〈我會像你一樣傻〉[20]
- 電視廣播有限公司1992年度十大勁歌金曲頒獎典禮——十大勁歌金曲獎〈我來自北京〉[21]
- 香港電台1992年度十大中文金曲頒獎音樂會——十大中文金曲頒獎音樂會十大中文金曲獎〈但願不只是朋友〉[22]
- 香港商業電台1992年度叱吒我最喜愛歌曲——第二回合得獎歌曲〈但願不只是朋友〉[23]

## 音樂錄像

### 原人演出
- 〈我會像你一樣傻〉（寶麗金金曲卡拉OK POL33016（1992年、部份原聲）、寶麗金卡拉OK碟聖黎明原裝MUSIC VIDEOS卡拉OK精選（1994年、原聲（LD））和寶麗金卡拉OK碟聖黎明原裝卡拉OK精選（1995年、原聲（錄影帶）））
- 〈但願不只是朋友〉（寶麗金金曲卡拉OK POL33016（1992年、部份原聲）、寶麗金卡拉OK碟聖巨星MTV Vol.3（1993年、原聲）、寶麗金卡拉OK碟聖黎明原裝MUSIC VIDEOS卡拉OK精選（1994年、原聲（LD））和寶麗金卡拉OK碟聖黎明原裝卡拉OK精選（1995年、原聲（錄影帶）））
- 〈我來自北京〉（寶麗金卡拉OK碟聖巨星MTV Vol.2（1992年、原聲）、寶麗金卡拉OK碟聖黎明原裝MUSIC VIDEOS卡拉OK精選（1994年、原聲（LD））和寶麗金卡拉OK碟聖黎明原裝卡拉OK精選（1995年、原聲（錄影帶）））

### 非原人演出
- 〈我會像你一樣傻〉（寶麗金卡拉OK碟聖29粵語歌曲精選（1993年、非原聲））
- 〈情歸落泊〉（寶麗金卡拉OK碟聖29粵語歌曲精選（1993年、非原聲））